# Rhizostomatidae
Rhizostomatidae Cuvier, 1799 è una famiglia di scifomeduse dell'ordine Rhizostomeae.

## Tassonomia
Comprende i seguenti generi:
- Eupilema Haeckel, 1880
- Nemopilema Kishinouye, 1922
- Rhizostoma Cuvier, 1800
- Rhopilema Haeckel, 1880